# Wenn der Abend naht
Wenn der Abend naht ganz sacht und leis ist eines der bekanntesten und meistgesungenen Abendlieder bei Pfadfindern und bündischen Gruppen in Deutschland, es wird aber auch in der Folk- und Barden-Szene gesungen.

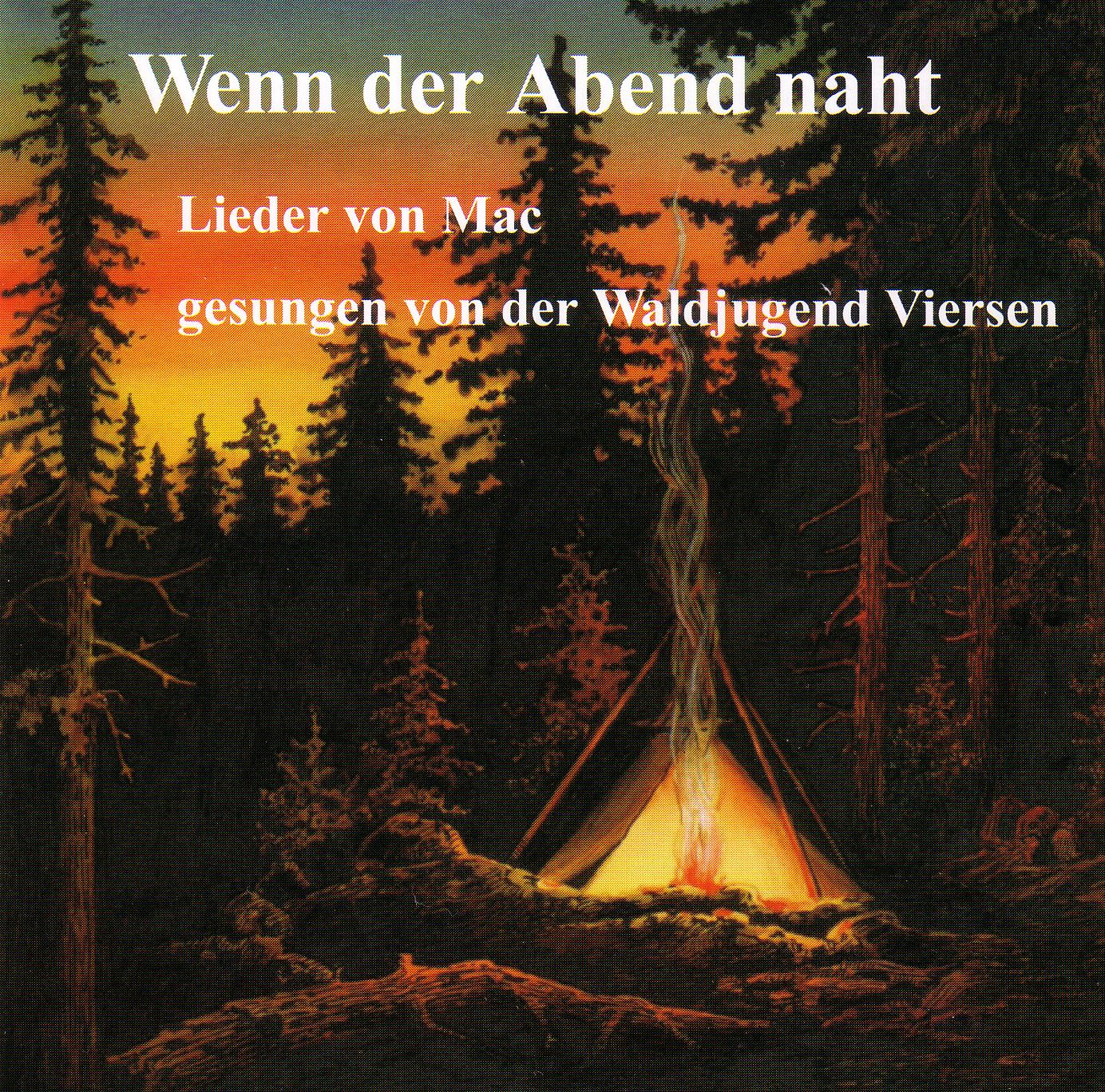
CD-Cover Wenn der Abend naht

## Entstehung
Das Fahrtenlied „Wenn der Abend naht ganz sacht und leis’“ entstand 1982 in der Deutschen Waldjugend. Die drei Strophen des Textes stammen von Erik Martin (in den Jugendbünden unter dem Fahrtennamen Mac bekannt); er verfasste auch den zweistimmigen Melodiesatz. Das Lied wurde bekannt, als es eine Lübecker Waldläufergruppe auf dem „Hamburger Singewettstreit“ 1984 im Congress Centrum vortrug. Gleichzeitig erschien es gedruckt in den „Liederblättern deutscher Jugend“. Heute ist es in fast allen bündischen bzw. Pfadfinderliederbüchern anzutreffen. Es gibt auch eine polnische und eine französische Fassung.

## Inhaltliche Aussage und Bedeutung
Text und Melodie, in der sich Dur und Moll abwechseln, drücken eine Stimmung von Romantik und Gemeinsamkeit aus. Es wird das gefühlsbetonte Bild (Schatten flackern am Ruinenrand) einer Gemeinschaft am Feuer beschrieben, die sich ihre Eigenart und Zusammengehörigkeit bestätigt, wenn sie in der letzten Strophe singt: Wer da glaubt, er könnt alleine geh’n, wird in dieser Welt sehr leicht verweh’n. Dazu werden Freundschaft und gemeinsames Feiern im Refrain beschworen:
Und wer nie an seine Freunde denkt
und auch nie den roten Wein ausschenkt,
der kann bleiben, wo er ist.
Draußen weht gewiß ein kalter Wind,
doch die Feuer nicht erloschen sind
für uns Sänger, wie ihr wißt.
Der Volksliedforscher Ernst Klusen bemerkte in einer Rezension der Lieder Martins, es seien „ausdrucksvolle Melodien“, die es verdienten, über den engeren Kreis der Jugendbewegten herauszudringen; dabei erwähnte er besonders dieses Abendlied. Der Schriftleiter Michael Fritz schrieb in seiner bündischen Zeitschrift Der Eisbrecher, das Lied sei „so etwas wie eine Hymne des neubündischen Selbstgefühls geworden.“
Inzwischen findet man das Lied auch im Fantasy-Spiel (z. B. im Live-Rollenspiel LARP), und es wird im Folk sowie als mittelalterliches Bardenlied gesungen, z. B. von der Gruppe Die Galgenvögel oder vom Barden „Ranarion“.

## Liederbücher, Aufführungen, Tonträger (Auswahl)
- Liederblätter deutscher Jugend. H. 27. Südmark (heute: Verlag der Jugendbewegung). Heidenheim 1984
- Hamburger Singewettstreit 1984. MC. Bündisches Audio. Burg Balduinstein
- Jugend und Fahrtenlieder. WDR. Schulfunk. Sendung: „Schüler musizieren“. 1986
- Zur Diskussion. Neue Töne in den Bünden. Deutschlandfunk. Sendung v. 27. Dezember 1989
- Singen und Musizieren im BdP. MC. Bündisches Audio 1993
- Wenn der Abend naht. Liederheft. Deutsche Waldjugend. 2000
- Als Beispiel für eines der zahlreichen Liederbücher: Liederbock aus dem VCP
- Wenn der Abend naht. CD. Klaus-Gundelach-Fonds. Wachtendonk. 1996 und 2000
- Heute Nacht, da sind wir groß… gewesen. CD. „Die Galgenvögel“. 2003
- Von Wegen. CD. „MinnePack“. 2014
- Heimkehr. CD. „MinnePack“. 2018